# Hrabstwo Hill (Montana)
Hrabstwo Hill (ang. Hill County) – hrabstwo w stanie Montana w Stanach Zjednoczonych. Obszar lądowy hrabstwa obejmuje powierzchnię 2896,36 mil² (7501,54 km²). Według szacunków United States Census Bureau w roku 2009 miało 16 632 mieszkańców. Siedzibą hrabstwa jest Havre.

## Miasta
- Havre
- Hingham

## CDP
- Azure
- Beaver Creek
- Box Elder
- Gildford
- Havre North
- Herron
- Inverness
- Kremlin
- Rocky Boy’s Agency
- Rudyard
- Saddle Butte
- St. Pierre
- Sangrey
- West Havre